# Presidente supplente della Repubblica Italiana
Il presidente supplente della Repubblica Italiana è la figura istituzionale che assume temporaneamente le funzioni di presidente della Repubblica quando quest'ultimo non possa adempierle, svolgendo le funzioni di capo di Stato ad interim al verificarsi dei casi previsti dalla Costituzione, attraverso l'istituto giuridico della supplenza.
Ai sensi dell'art. 86 della Costituzione della Repubblica Italiana, la supplenza può essere esercitata esclusivamente dal presidente del Senato.
La dottrina costituzionalistica usa distinguere le situazioni in cui viene esercitata la supplenza in casi di impedimento temporaneo o permanente, a seconda che vi sia un Presidente della Repubblica in carica al momento dell'esercizio delle funzioni presidenziali o che invece la carica sia vacante. La supplenza ha natura transitoria, avendo il solo obiettivo di garantire la continuità delle funzioni della Presidenza della Repubblica.
Il caso più frequente in cui si verifica la supplenza è la circostanza di dimissioni del capo dello Stato. Inoltre, in virtù di una interpretazione dell'art. 86 impostasi nel tempo, si dà luogo alla supplenza anche durante una visita all'estero del titolare della carica, a scelta discrezionale dello stesso.
L'ultimo presidente supplente della Repubblica è stato Pietro Grasso, subentrato a Giorgio Napolitano a seguito delle sue dimissioni sino all'elezione di Sergio Mattarella.

## L'articolo 86 della Costituzione
La figura del presidente supplente non è esplicitamente prevista dal testo costituzionale, ma è ricavabile dalla disposizione contenuta nell'art. 86, che recita:
In caso di impedimento permanente o di morte o di dimissioni del Presidente della Repubblica, il Presidente della Camera dei deputati indice la elezione del nuovo presidente della Repubblica entro quindici giorni, salvo il maggior termine previsto se le Camere sono sciolte o manca meno di tre mesi alla loro cessazione.»
(Costituzione della Repubblica Italiana, articolo 86)
L'art. 86 delinea appunto l'istituto giuridico della supplenza, previsto in casi di impedimento e attivato quando necessario in forza della Carta costituzionale, indipendentemente dalla volontà del titolare dell’ufficio presidenziale in carica.
La funzione di supplenza del Presidente del Senato consente la continuità delle funzioni e delle competenze dell'organo presidenziale, che altrimenti risulterebbero interrotte nei casi di impedimento della persona del presidente e di vacanza della carica. Il principio della continuità del potere, e in particolare di quello degli organi costituzionali (quale è il Presidente della Repubblica), è fondamentale in quanto collegato strettamente al buon funzionamento dell'assetto organizzativo delle istituzioni dello Stato.
Durante le sedute dell'Assemblea Costituente era stato inoltre previsto anche l'istituto della delega, ossia un atto volontario di concessione del Capo dello Stato al delegato di specifici poteri, ad esclusione dei cosiddetti "poteri di autonoma determinazione". In ultima istanza la delega fu rigettata dall'Assemblea Costituente, legando il conferimento dei poteri di Capo dello Stato in capo al Presidente del Senato solo al ricorrere di eventi oggettivi e non alla volontà di concessione del titolare della carica.

### La scelta in favore del presidente del Senato

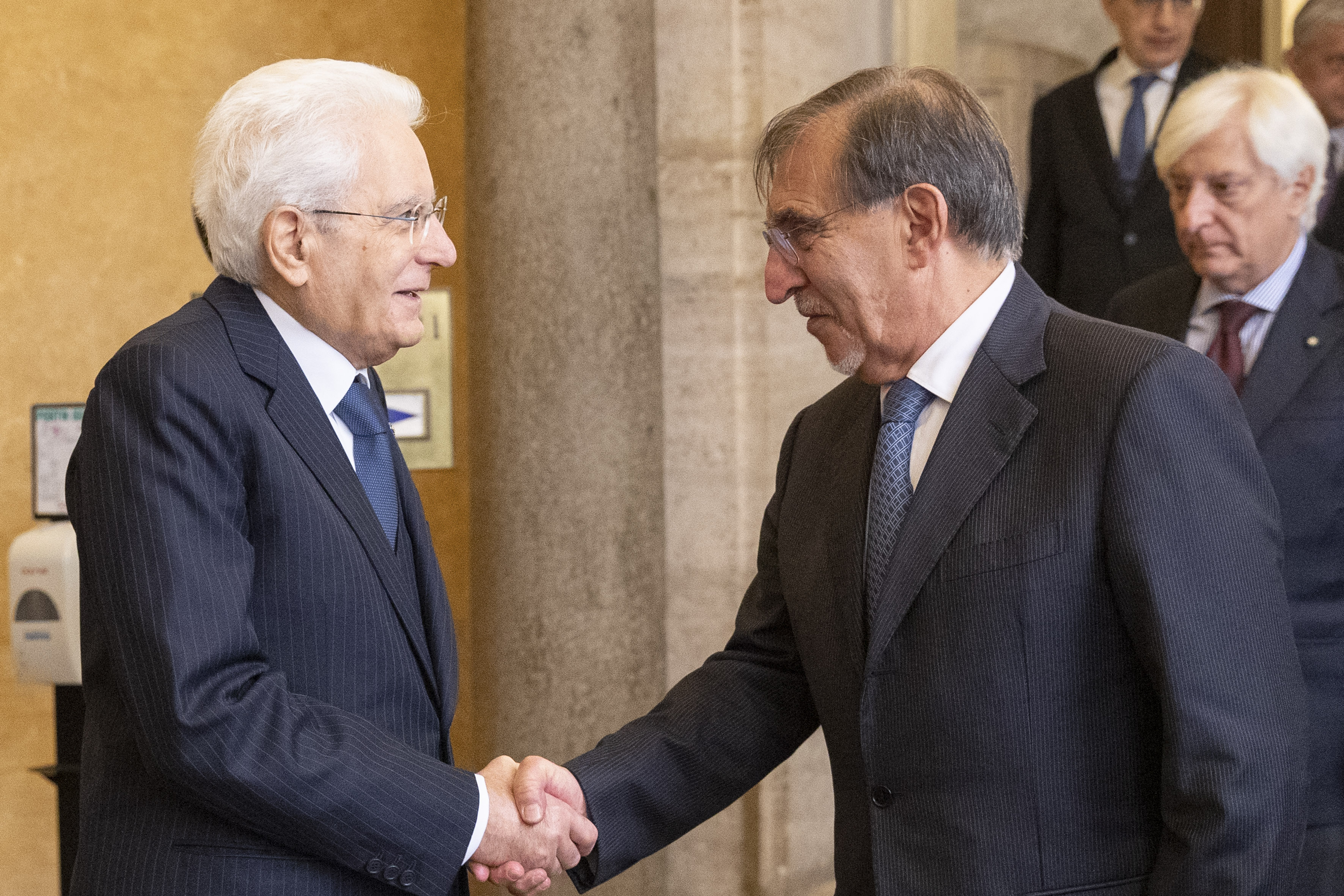
Il presidente della Repubblica Sergio Mattarella con l'attuale presidente del Senato Ignazio La Russa

Le scelte operate nelle varie costituzioni rispecchiano la varietà delle forme di governo: la distribuzione dei poteri nei momenti critici di stallo istituzionale mira ad assicurare il particolare sistema di bilanciamento dei poteri proprio di ciascuna Costituzione, per impedire rivoluzioni del sistema istituzionale con l'accumulo di cariche costituzionali.
Nell'ordinamento costituzionale italiano la scelta di chiamare alla supplenza del presidente della Repubblica il presidente del Senato fu essenzialmente dovuta a motivi di simmetria nella distribuzione dei poteri, in quanto il presidente dell’altro ramo del Parlamento è chiamato dalla Costituzione a indire l'elezione del nuovo Capo dello Stato e a presiedere il Parlamento in seduta comune integrato dei delegati regionali che lo eleggerà.

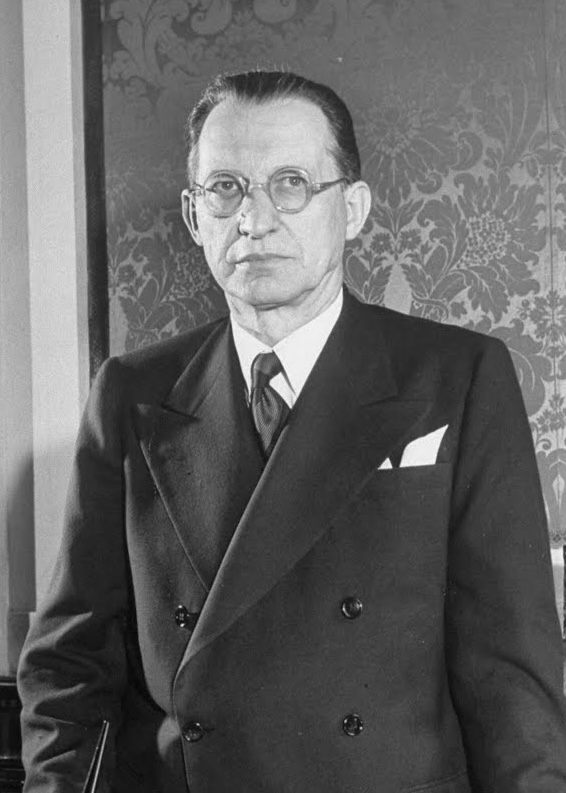
Alcide De Gasperi, unica persona nella storia dell'Italia unita ad aver esercitato contemporaneamente le funzioni di Capo dello Stato e di Capo del Governo

L'opzione adottata non è stata immune da critiche: in seno all'Assemblea Costituente si propose l'alternativa di affidare la supplenza al Presidente del Consiglio dei ministri. Al contrario in dottrina si è fatta presente l'opportunità di evitare tale evenienza sottolineando come, con una supplenza del Presidente del Consiglio, sarebbe venuta meno la garanzia della firma-controfirma: secondo l'articolo 89 della Costituzione infatti tutti gli atti del Presidente della Repubblica, eccettuate le dimissioni, devono avere la controfirma governativa.
Fu inoltre esclusa l'opzione di affidare la supplenza al presidente della Corte costituzionale, in quanto è proprio quest'ultimo chiamato a presiedere il collegio giudicante in caso di incriminazione del Presidente della Repubblica per alto tradimento o attentato alla Costituzione.

### La posizione giuridica del supplente
Di fronte alla intenzionale genericità dell'articolo 86 e a causa dello scarso ricorso all'istituto della supplenza nella prassi, la dottrina è intervenuta a delinearne il contenuto. Vi è attualmente tra i costituzionalisti un dibattito sul carattere organico o personale dell'istituto.
Chi afferma che si è di fronte a una supplenza di organo, afferma che il Presidente del Senato debba essere considerato solo come tale, dunque esclude la possibilità di riconoscergli la tutela penale che è assicurata al presidente della Repubblica e nega la possibilità di sottoporlo alla responsabilità di fronte alla Corte costituzionale; il Presidente del Senato rimarrebbe dunque nella identica posizione in cui si trovava prima dell'impedimento del presidente della Repubblica, ma ciononostante i suoi atti avrebbero la stessa efficacia di quelli dello stesso.
Al contrario, dal carattere personale della supplenza (il che significa che è la persona del Presidente del Senato ad assumere temporaneamente la Presidenza della Repubblica) conseguono deduzioni opposte, con l'ulteriore conseguenza dell'incompatibilità per il presidente supplente di svolgere le funzioni di presidente a Palazzo Madama e dell'inammissibilità per un vicepresidente del Senato di assumere la supplenza al Quirinale.

### I poteri del presidente supplente
Particolarmente dibattuta è la questione se tutti o solo alcuni dei poteri del presidente della Repubblica possano essere esercitati dal supplente. Durante la seduta dell'Assemblea Costituente del 22 ottobre 1947, il deputato Egidio Tosato affermò che il potere di sciogliere anticipatamente le Camere non potesse essere esercitato dal supplente vista la natura "interinale" del suo ufficio.
Il testo costituzionale non si esprime volutamente sui poteri del Presidente supplente, non volendo interdire poteri potenzialmente necessari per la risoluzione di situazioni straordinarie.
Si sono sviluppate principalmente due ipotesi in merito all'esercizio dei poteri da parte del supplente:
- La prima ipotesi è conforme al pensiero di Leopoldo Elia[20] e Carlo Gessa[21], secondo cui tutte le norme della Costituzione che si riferiscono al presidente della Repubblica, eccetto quelle sull'elezione e sui requisiti per essere eletto, devono intendersi riferite al presidente supplente, ad esempio quello di sciogliere le Camere.
- La tesi opposta rileva che, vista la natura temporanea dell'ufficio, il supplente non abbia la pienezza dei poteri spettanti al Presidente della Repubblica,[22][23] il che significa che sono a lui negati i poteri che implichino una “autonoma determinazione” (conferimento dell'incarico di presidente del Consiglio, nomina del governo, scioglimento delle camere) se non assolutamente necessario,[24] secondo un principio di correttezza costituzionale volto a non alterare gli equilibri tra i poteri dello Stato.[25] Questa ipotesi, secondo ormai buona parte della dottrina, prevede dunque che il supplente debba limitarsi al lavoro di ordinaria amministrazione[3][15][26][27][28], rinviando il più possibile tutti gli atti non necessari o urgenti in modo che se ne occupi un Capo dello Stato nel pieno esercizio delle sue funzioni,[11] parificando di fatto i poteri del supplente a quelli del titolare della carica durante il semestre bianco.[29]

Sono state comunque sviluppate nel corso del tempo diverse ipotesi in merito agli effettivi poteri del supplente, presentando opinioni diverse anche rispetto ai singoli poteri propri della carica di Capo dello Stato.

#### Esercizio di poteri del presidente supplente nella prassi
Nel caso delle dimissioni del governo Cossiga II nel settembre 1980, il presidente supplente Amintore Fanfani decise di riservare ogni decisione in merito al da farsi al presidente Pertini, di ritorno dal viaggio di Stato in Cina.

## Le ipotesi di supplenza
I due commi dell'art. 86 della Costituzione configurano le due fattispecie di supplenza che danno luogo a due diverse conseguenze:
- Impedimento temporaneo (impedimento sede plena[32]), a cui segue soltanto la supplenza (a questa fattispecie è ricondotta l'ipotesi di infermità momentanea, una generale situazione di inabilità fisica o psichica, quella della supplenza per viaggio all'estero, ma anche una eventuale sospensione cautelare dalla carica presidenziale disposta discrezionalmente dalla Corte costituzionale nel caso di una sua messa in stato d’accusa da parte dal Parlamento in seduta comune[33]);
- Impedimento permanente (impedimento sede vacante[32]), a cui segue la supplenza e l'elezione di un nuovo presidente (rientrano qui oltre alle ipotesi di morte e dimissioni, espressamente menzionate, le generiche e disparate ipotesi di malattie permanenti e impedimenti giuridici vari[N 6]).

In dottrina, in particolare secondo l'opinione del giurista Giuseppe Guarino, si fa notare come i due commi si distinguono fra loro non per gravità ma per durata: in entrambi i casi deve trattarsi di impedimento assoluto; assoluto e temporaneo nel primo, assoluto e permanente nel secondo. Naturalmente, l'impedimento assoluto deve avere un carattere oggettivo.
Tuttavia la genericità della norma costituzionale genera non pochi aspetti critici:
- il primo è dato dalla indeterminatezza temporale della supplenza, ossia quanto sia destinata a perdurare la temporaneità dell'impedimento;
- il secondo riguarda l'accertamento materiale dell'impedimento, ossia chi sia preposto a determinare l'impedimento del Capo dello Stato, sia esso temporaneo o permanente;
- il terzo attiene a quali siano i criteri-guida che segnano il passaggio da temporaneità a permanenza dell'impedimento;
- il quarto riguarda i poteri e la posizione giuridica del supplente.[32]

### Determinazione dell'impedimento e caso Segni

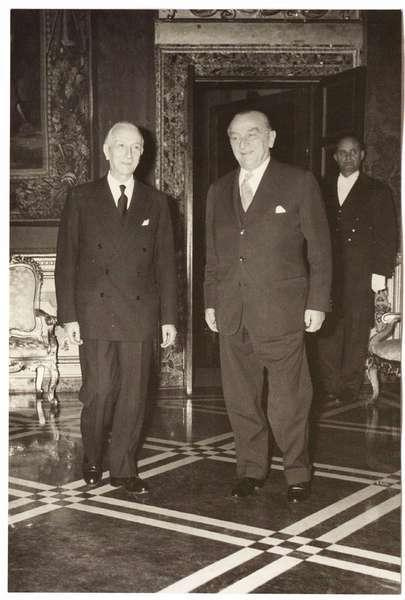
Il presidente della Repubblica Italiana Antonio Segni con il presidente del Senato Cesare Merzagora

Come detto, il testo costituzionale non disciplina quale sia l'organo preposto a determinare l'impedimento del Presidente della Repubblica. Tale problematica affiorò il 7 agosto 1964, quando il presidente Antonio Segni fu colpito da una trombosi cerebrale durante un colloquio con il presidente del Consiglio dei ministri Aldo Moro e con il ministro degli esteri Giuseppe Saragat.
In quel caso, i professori Challiol, Fontana e Giunchi, medici curanti del Presidente, redassero un bollettino medico, il quale accertò lo stato di impedimento fisico del Presidente; tale bollettino medico fu poi ufficializzato dal segretario generale della Presidenza della Repubblica Paolo Strano.
In conseguenza di ciò il Presidente del Consiglio Moro convocò il Consiglio dei ministri, che diede atto che il Presidente della Repubblica fosse impedito nell'esercizio delle sue funzioni. Il Presidente del Senato Cesare Merzagora, avuto comunicazione di ciò, convocò i presidenti della Camera e del Consiglio dei ministri per accertare formalmente l'impedimento temporaneo e legittimare il ricorso all'istituto della supplenza. Fu dunque pubblicato in Gazzetta Ufficiale un comunicato della Presidenza del Consiglio dei ministri che decretava l'assunzione dell'esercizio delle funzioni di Capo di Stato da parte del presidente del Senato.
Il 10 agosto la supplenza fu dunque assunta dal presidente del Senato Merzagora, che la esercitò per quasi quattro mesi, sino al 6 dicembre dello stesso anno, quando il Presidente Segni si dimise. In ragione del carattere volontario delle dimissioni del presidente, non si presentò mai la fattispecie dell'impedimento permanente.
Dunque, a causa della mancanza di disciplina costituzionale in merito e alla scarsa frequenza di casi di impedimento nella prassi, attualmente non esiste una norma o una consuetudine che disciplini la determinazione dell'impedimento del Capo dello Stato, se non la prassi applicata nel 1964 e limitatamente alla fattispecie dell'impedimento temporaneo.
Nel corso del tempo sono state elaborate dalla dottrina diverse teorie in merito alla determinazione dell'impedimento, attribuendo tale competenza al Parlamento in seduta comune, alla Corte Costituzionale o al Presidente della Camera dei deputati.

### La supplenza per viaggio all'estero

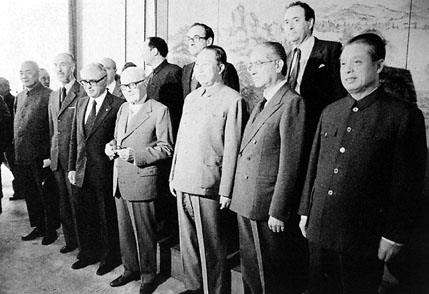
Il Presidente della Repubblica Sandro Pertini durante la visita di Stato nella Repubblica Popolare Cinese. Mentre il Presidente era in Cina, svolgeva le funzioni di presidente supplente in Italia il presidente del Senato Amintore Fanfani

L'istituto della supplenza per viaggio all'estero è stato ampiamente dibattuto dalla dottrina, venendo delineato più dalla prassi che dal testo costituzionale, poiché rappresenta una fattispecie non espressamente prevista dall'art. 86 della Costituzione. 
Tale istituto, già adoperato durante la presidenza Saragat e preso in considerazione già in passato nel caso del primo viaggio all'estero di un Presidente della Repubblica, prese a tutti gli effetti piede quando il presidente Sandro Pertini scelse di ricorrere alla supplenza nel caso del suo viaggio in Cina del settembre 1980. Successivamente, essa fu adoperata in tutti i casi di viaggi superiori ad una settimana, divenendo prassi fino alla presidenza di Sergio Mattarella.
 

Durante la supplenza per viaggio all'estero del presidente Saragat nel 1967, fu un comunicato della Presidenza del Consiglio dei ministri ad annunciare l'esercizio temporaneo di funzioni del Capo dello Stato da parte del Presidente del Senato. Nel 1980 invece fu emanato un decreto del presidente della Repubblica, controfirmato dal presidente del Consiglio e pubblicato in Gazzetta Ufficiale. Da allora quest'ultimo è il normale procedimento nei casi di supplenza per viaggio all'estero.
Ad oggi l'istituto della supplenza per viaggio all'estero, considerata la prassi aldilà del dibattito dottrinario, resta comunque dipendente dalla volontà discrezionale del Presidente della Repubblica, che può scegliere quali funzioni delegare al proprio supplente, potendo di fatto rendere la supplenza solo parziale. In questo caso specifico è preferibile parlare appunto di supplenza parziale e circoscritta alle funzioni del Capo dello Stato in relazione alle attività istituzionali esercitate entro il territorio della Repubblica (ma non di delega poiché la supplenza è adoperata ope legis). 
Proprio in ragione del carattere discrezionale di questa fattispecie di supplenza, non sempre è adoperata quando il presidente è in visita di stato all'estero, ma solo per taluni viaggi ufficiali di lunga durata o di particolare distanza.

#### Interpretazioni
Sebbene l'istituto sia stato definito dalla prassi, la dottrina giuridica ha posto degli interrogativi. Infatti il decreto presidenziale del 1980 del presidente Pertini individua il viaggio all'estero come un caso di impedimento temporaneo secondo il primo comma dell'art. 86, e tuttavia circoscrive i poteri del supplente:
[...]

La supplenza prevista dall'articolo 86, primo comma, della Costituzione delle funzioni del Presidente della Repubblica è esercitata, per le funzioni non inerenti allo svolgimento della missione all'estero, dal Presidente del Senato [...]»
Nel caso in cui si consideri dunque la supplenza per viaggio all'estero come un impedimento temporaneo, come secondo l'interpretazione riportata dal decreto presidenziale, l'impedimento sarebbe circoscritto alle funzioni che il Presidente esercita in relazione alle attività istituzionali interne allo Stato italiano.
Esistono comunque più interpretazioni: secondo una prima tesi, ad oggi preferita dalla prassi, è possibile separare il complesso dei compiti presidenziali anche nell'ipotesi che alcuni di essi possano essere svolti dal Presidente titolare, e dunque è legittimo l'istituto della supplenza per viaggio all'estero; secondo la tesi opposta invece la supplenza « abbraccia l'intera competenza dell'ufficio », e quindi « il compimento diretto di un atto da parte del Presidente pone automaticamente fine alla supplenza... ».

### Dimissioni del Presidente della Repubblica

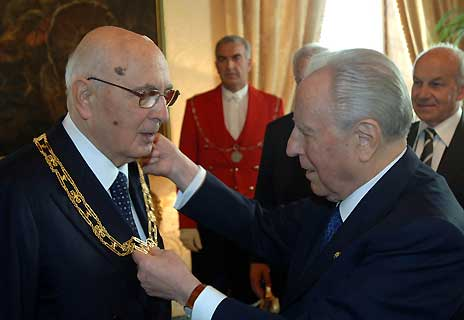
Carlo Azeglio Ciampi con il successore Giorgio Napolitano

Il caso delle dimissioni del Presidente della Repubblica in carica è una delle fattispecie previste dal secondo comma dell'art. 86 (impedimento sede vacante). In questa occasione, il presidente del Senato supplisce il presidente della Repubblica uscente assumendo le funzioni di presidente supplente fino al giuramento del nuovo presidente eletto dal Parlamento in seduta comune.
Tuttavia, non sempre alle dimissioni del presidente della Repubblica il presidente del Senato gli subentra: non vi è infatti la supplenza nel caso di dimissioni di cortesia del presidente uscente, che presenta spontaneamente le proprie dimissioni in modo tale da favorire l'insediamento del successore già eletto. L'ultimo esempio di ciò risale al 2006, quando Carlo Azeglio Ciampi si dimise anticipatamente per permettere l'insediamento Giorgio Napolitano.
Rappresentò una peculiarità invece l'elezione a Capo dello Stato di Francesco Cossiga. In quella occasione, il presidente Pertini presentò le proprie dimissioni in modo tale da favorire l'insediamento del successore Cossiga, presidente del Senato al momento dell'elezione. In quanto presidente del Senato dunque Cossiga assunse l'esercizio delle funzioni di Presidente della Repubblica in qualità di presidente supplente fino al giorno del proprio stesso giuramento.

## La supplenza nella prassi costituzionale

### Impedimento temporaneo e per viaggio all'estero

#### Presidenza Segni
Nel caso della malattia del Presidente Segni, la sussistenza dell'impedimento temporaneo è stata accertata dal Consiglio dei ministri ed in seguito dal concerto dei Presidenti del Senato, della Camera e del Consiglio dei ministri. L'inizio della supplenza è stato comunicato alle istituzioni mediante un comunicato della Presidenza del Consiglio dei ministri pubblicato in Gazzetta Ufficiale.

#### Presidenza Saragat
Nel primo caso di supplenza per viaggio all'estero, in occasione del viaggio in Canada, Australia e Stati Uniti del Presidente Giuseppe Saragat del 1967, il Capo dello Stato ha inviato al Presidente del Senato una lettera, controfirmata dal Presidente del Consiglio e comunicata al Presidente della Camera, in cui ha constatato le condizioni per ricorrere alla supplenza secondo il primo comma dell'art. 86 della Costituzione.
Anche in questo caso l'inizio della supplenza è stato comunicato alle istituzioni mediante un comunicato della Presidenza del Consiglio dei ministri pubblicato in Gazzetta Ufficiale, col titolo "Esercizio temporaneo di funzioni del Capo dello Stato da parte del Presidente del Senato".

#### Presidenza Leone
Sotto la presidenza di Giovanni Leone non è mai stato fatto ricorso all'articolo 86 della Costituzione. Esso fu adoperato solo dopo le dimissioni volontarie del presidente.

#### Presidenza Pertini
In occasione del viaggio di Stato in Cina del Presidente Pertini del 1980 invece fu emanato un decreto del presidente della Repubblica, controfirmato dal presidente del Consiglio e pubblicato in Gazzetta Ufficiale, in cui è lo stesso Capo dello Stato a decretare la sussistenza delle condizioni necessarie ad attivare i meccanismi previsti dall'articolo 86 attraverso un atto che può essere definito sostanzialmente presidenziale in quanto privo del concorso governativo se non nella controfirma ministeriale.

#### Presidenza Cossiga
Sotto la presidenza Cossiga è mantenuta la forma del decreto presidenziale per tutti i viaggi all'estero, con un'integrazione non indifferente: tra le premesse del decreto sono aggiunte « Sentito il Consiglio dei Ministri » e « Su proposta del Presidente del Consiglio dei Ministri ». Ciò comporta un mutamento della natura dell'atto: da formalmente e sostanzialmente presidenziale a formalmente presidenziale e sostanzialmente governativo.

#### Presidenze Scalfaro, Ciampi e Napolitano
Sotto le presidenze Scalfaro, Ciampi e Napolitano i decreti presidenziali per viaggio all'estero ritornano sul modello delineato da Pertini, ossia privi delle premesse « Sentito il Consiglio dei Ministri » e « Su proposta del Presidente del Consiglio dei Ministri » e dunque del concorso governativo.

#### Presidenza Mattarella
Sotto la presidenza di Sergio Mattarella, in carica dal 2015 e riconfermato per un secondo mandato nel 2022, non è mai stato fatto ricorso alla supplenza prevista dall'articolo 86 della Costituzione.

### Dimissioni del Presidente della Repubblica
In tutti i casi di dimissioni dei Presidenti della Repubblica, volontarie prima della scadenza del mandato o di cortesia, l'attuazione dell'articolo 86 della Costituzione con l'avvio della supplenza da parte del Presidente del Senato in carica è stata ufficializzata attraverso comunicati della Presidenza del Consiglio dei ministri.

## Ufficio e insegne
La sede del presidente supplente della Repubblica è palazzo Giustiniani a Roma, la cui sala della Costituzione ne è l'ufficio.
Inoltre a partire dal 1986 durante l'esercizio delle funzioni il presidente supplente può fregiarsi di un vessillo, creato per decisione del presidente della Repubblica Francesco Cossiga. Esso è simile allo stendardo del presidente della Repubblica, con cornice azzurra, ma all'interno, anziché recare i colori del tricolore italiano, ha uno sfondo bianco; inoltre l'emblema della Repubblica è di color argento anziché di color oro.

## Proposte di norme di attuazione e di riforme costituzionali
- In Assemblea Costituente fu posto il problema di quale fosse l'organo preposto ad accertare l'impedimento, quando all'approvazione dell'articolo sulla supplenza del Presidente della Repubblica[N 10] fu proposto dal deputato Amerigo Crispo un emendamento che prevedeva: «Il giudizio sull'impedimento di cui al comma precedente è devoluto all'Assemblea Nazionale», ossia al Parlamento in seduta comune. Ciò nonostante l'emendamento non fu approvato.[8]
- Durante la III legislatura, il 15 gennaio 1962, il deputato Francesco Cossiga presentò la proposta di legge n. 3555 "Norme sul mandato, sulle dimissioni e sulla supplenza del Presidente della Repubblica", che al Capo II intendeva razionalizzare l'istituto della supplenza del presidente della Repubblica integrando la norma costituzionale attraverso la legge ordinaria.[52] La proposta tuttavia non fu esaminata dalla Commissione alla quale era stata assegnata, e al termine della legislatura decadde.[53]
- Durante la IV legislatura, mentre era presidente supplente Cesare Merzagora durante l'impedimento del presidente Segni, i deputati del PSIUP Luzzatto, Cacciatore, Pigni, Angelino, Franco Pasquale presentarono una nuova proposta di legge, la n. 1664 "Norme di attuazione dell'articolo 86 della Costituzione". La nuova proposta prendeva spunto dalla proposta Cossiga, proponendosi a differenza di essa di regolare l'applicazione del solo art. 86. Tale proposta tuttavia seguì il destino della precedente, non venendo mai esaminata e decadendo al termine della legislatura.[54]
- La Commissione bicamerale D'Alema, nella sua proposta di riforma della Parte Seconda della Costituzione, aveva previsto che la dichiarazione dell'impedimento permanente del Presidente della Repubblica fosse appannaggio di un collegio composto dai presidenti del Senato, della Camera e della Corte costituzionale con voto unanime. Nella stessa commissione, il gruppo di Forza Italia avanzò la proposta di creare la figura del Vicepresidente della Repubblica con le funzioni di presidente supplente, mentre alcuni emendamenti di singoli parlamentari proponevano che fosse il solo presidente della Corte costituzionale ad accertare l'impedimento.[55] A seguito del fallimento della bicamerale, le proposte furono abbandonate dalle forze politiche.
- La riforma costituzionale Renzi-Boschi, non approvata dal referendum del 2016, all'art. 23 modificava sostanzialmente l'art. 86 della Costituzione, affidando il ruolo di supplente del Presidente della Repubblica al Presidente della Camera dei deputati e declassando il Presidente del Senato a terza carica dello Stato.[56][57]

## Elenco dei Presidenti supplenti
| N° | Presidente supplente | Presidente supplente | Presidente supplente           | Mandato                                         | Mandato                                                                                | Partito                       | Presidente della Repubblica | Note |
| N° | Presidente supplente | Presidente supplente | Presidente supplente           | Inizio                                          | Fine                                                                                   | Partito                       | Presidente della Repubblica | Note |
| -- | -------------------- | -------------------- | ------------------------------ | ----------------------------------------------- | -------------------------------------------------------------------------------------- | ----------------------------- | --------------------------- | --- |
| 1  |                      |                      | Cesare Merzagora (1898-1991)   | 10 agosto 1964                                  | 6 dicembre 1964                                                                        | Indipendente                  | Antonio Segni               | Unico caso di supplenza per impedimento fisico del presidente. Antonio Segni fu colpito da trombosi che lo costrinse a dimettersi il 6 dicembre 1964. |
| 1  | 6 dicembre 1964      | 29 dicembre 1964     | Cesare Merzagora (1898-1991)   | Vacante                                         | Transizione dalla presidenza Segni (dimissionario) alla presidenza Saragat.            | Indipendente                  |                             | |
| 1  | 11 settembre 1967    | 3 ottobre 1967       | Cesare Merzagora (1898-1991)   | Giuseppe Saragat                                | Visita di Stato in Canada, Australia e Stati Uniti.                                    | Indipendente                  |                             | |
| 2  |                      |                      | Amintore Fanfani (1908-1999)   | 15 giugno 1978                                  | 9 luglio 1978                                                                          | Democrazia Cristiana          | Vacante                     | Transizione dalla presidenza Leone (dimissionario) alla presidenza Pertini.                                                                           |
| 2  | 16 settembre 1980    | 29 settembre 1980    | Amintore Fanfani (1908-1999)   | Sandro Pertini                                  | Visita di Stato in Cina.                                                               | Democrazia Cristiana          |                             | |
| 2  | 25 marzo 1981        | 4 aprile 1981        | Amintore Fanfani (1908-1999)   | Sandro Pertini                                  | Visita di Stato in Messico, Costa Rica e Colombia e congresso in Portogallo.           | Democrazia Cristiana          |                             | |
| 3  |                      |                      | Francesco Cossiga (1928-2010)  | 29 giugno 1985                                  | 3 luglio 1985                                                                          | Democrazia Cristiana          | Vacante                     | Transizione dalla presidenza Pertini (dimissioni di cortesia) alla presidenza Cossiga.                                                                |
| 4  |                      |                      | Giovanni Spadolini (1925-1994) | 7 ottobre 1988                                  | 21 ottobre 1988                                                                        | Partito Repubblicano Italiano | Francesco Cossiga           | Visita di Stato in Australia e Nuova Zelanda. |
| 4  | 10 ottobre 1989      | 18 ottobre 1989      | Giovanni Spadolini (1925-1994) | Visita di Stato negli Stati Uniti.              |                                                                                        | Partito Repubblicano Italiano | Francesco Cossiga           | |
| 4  | 10 gennaio 1992      | 19 gennaio 1992      | Giovanni Spadolini (1925-1994) | Visita di Stato in Croazia e in Slovenia.       |                                                                                        | Partito Repubblicano Italiano | Francesco Cossiga           | |
| 4  | 28 aprile 1992       | 28 maggio 1992       | Giovanni Spadolini (1925-1994) | Vacante                                         | Transizione dalla presidenza Cossiga (dimissionario) alla presidenza Scalfaro.         | Partito Repubblicano Italiano |                             | |
| 5  |                      |                      | Carlo Scognamiglio (1944)      | 23 giugno 1995                                  | 2 luglio 1995                                                                          | Unione di Centro              | Oscar Luigi Scalfaro        | Prima visita di Stato in America Latina. |
| 5  | 14 luglio 1995       | 24 luglio 1995       | Carlo Scognamiglio (1944)      | Seconda visita di Stato in America Latina.      |                                                                                        | Unione di Centro              | Oscar Luigi Scalfaro        | |
| 5  | 26 marzo 1996        | 6 aprile 1996        | Carlo Scognamiglio (1944)      | Visita di Stato negli Stati Uniti e in Messico. |                                                                                        | Unione di Centro              | Oscar Luigi Scalfaro        | |
| 6  |                      |                      | Nicola Mancino (1931)          | 21 giugno 1997                                  | 3 luglio 1997                                                                          | Partito Popolare Italiano     | Oscar Luigi Scalfaro        | Visita di Stato in Norvegia, Islanda e Canada. |
| 6  | 12 aprile 1998       | 19 aprile 1998       | Nicola Mancino (1931)          | Visita di Stato in Giappone.                    |                                                                                        | Partito Popolare Italiano     | Oscar Luigi Scalfaro        | |
| 6  | 7 giugno 1998        | 13 giugno 1998       | Nicola Mancino (1931)          | Visita di Stato in Cina.                        |                                                                                        | Partito Popolare Italiano     | Oscar Luigi Scalfaro        | |
| 6  | 3 dicembre 1998      | 13 dicembre 1998     | Nicola Mancino (1931)          | Visita di Stato in Australia.                   |                                                                                        | Partito Popolare Italiano     | Oscar Luigi Scalfaro        | |
| 6  | 15 maggio 1999       | 18 maggio 1999       | Nicola Mancino (1931)          | Vacante                                         | Transizione dalla presidenza Scalfaro (dimissioni di cortesia) alla presidenza Ciampi. | Partito Popolare Italiano     |                             | |
| 6  | 9 maggio 2000        | 15 maggio 2000       | Nicola Mancino (1931)          | Carlo Azeglio Ciampi                            | Visita di Stato in Brasile.                                                            | Partito Popolare Italiano     |                             | |
| 6  | 11 marzo 2001        | 17 marzo 2001        | Nicola Mancino (1931)          | Carlo Azeglio Ciampi                            | Visita di Stato in Argentina e Uruguay.                                                | Partito Popolare Italiano     |                             | |
| 7  |                      |                      | Marcello Pera (1943)           | Carlo Azeglio Ciampi                            | 12 marzo 2002                                                                          | 15 marzo 2002                 | Forza Italia                | Visita di Stato in Sudafrica. |
| 7  | 12 novembre 2003     | 17 novembre 2003     | Marcello Pera (1943)           | Carlo Azeglio Ciampi                            | Visita di Stato negli Stati Uniti.                                                     |                               | Forza Italia                | |
| 7  | 3 dicembre 2004      | 9 dicembre 2004      | Marcello Pera (1943)           | Carlo Azeglio Ciampi                            | Visita di Stato in Cina.                                                               |                               | Forza Italia                | |
| 7  | 12 febbraio 2005     | 16 febbraio 2005     | Marcello Pera (1943)           | Carlo Azeglio Ciampi                            | Visita di Stato in India.                                                              |                               | Forza Italia                | |
| 8  |                      |                      | Franco Marini (1933-2021)      | 14 marzo 2008                                   | 20 marzo 2008                                                                          | Partito Democratico           | Giorgio Napolitano          | Visita di Stato in Cile. |
| 9  |                      |                      | Renato Schifani (1950)         | 12 settembre 2009                               | 20 settembre 2009                                                                      | Il Popolo della Libertà       | Giorgio Napolitano          | Visita di Stato in Corea del Sud e in Giappone. |
| 9  | 23 ottobre 2010      | 30 ottobre 2010      | Renato Schifani (1950)         | Visita di Stato in Cina.                        |                                                                                        | Il Popolo della Libertà       | Giorgio Napolitano          | |
| 10 |                      |                      | Pietro Grasso (1945)           | 14 gennaio 2015                                 | 3 febbraio 2015                                                                        | Partito Democratico           | Vacante                     | Transizione dalla presidenza Napolitano (dimissionario) alla presidenza Mattarella.                                                                   |

### Fonti
1. ↑  Nello specifico, l’Art. 86.
2. 1 2 3 4 5 6 7  Salmoni.
3. 1 2 3 4 5   Roberto Bin e Giovanni Pitruzzella, Diritto costituzionale, XXIII, Giappichelli, 2022,  pp. 292-293, ISBN 9-788892-143494.
4. ↑  
«L'organo costituzionale « Presidente della Repubblica », inteso il termine « organo» in senso oggettivo e soggettivo, come binomio inscindibile formato dall'ufficio - ossia dal complesso unitario di funzioni obiettivizzate - e dalla persona fisica preposta all'ufficio ed agente, presenta i caratteri della continuità. [...] Nello stesso ordine di esigenza funzionale si pone l'istituto della supplenza, mediante il quale, attraverso il fenomeno del subentrare d'una altra persona nella posizione del titolare, è garantita l'effettività dell'esercizio dei poteri presidenziali.»
(Bozzi, p. 25)
5. 1 2  Ricerca sulla supplenza del Presidente della Repubblica, p. 21
«La dottrina inquadra la supplenza fra gli istituti che tendono a garantire l'esigenza della continuità della vita dello Stato: più precisamente, individua nella supplenza l'istituto che assicura la continuità dell'organo Presidente della Repubblica nella forma della supplenza di persona, secondo le condizioni e i modi previsti dall'articolo 86 Cost.

Di particolare rilievo si dimostra, per la configurazione dell'istituto, l'imputazione della supplenza del Presidente della Repubblica al tipo di supplenza di persona e non all'altro di supplenza di organo e la maggioranza della dottrina appare concorde in tal senso.»
6. 1 2   Gaetano Gifuni, La continuità degli organi costituzionali nel succedersi delle legislature, con particolare riferimento alla continuità dell'attività legislativa.
7. ↑  Guarino, p. 1044.
8. 1 2 3  Resoconto stenografico Assemblea Costituente, seduta n. 268, 22 ottobre 1947, pp. 1437-1440
9. ↑   La nascita della Costituzione - Articolo 86, su www.nascitacostituzione.it. URL consultato il 23 gennaio 2024.
10. ↑  Elia, p. 93.
11. 1 2 3 4   Giuseppe Ugo Rescigno, Corso di diritto pubblico, a cura di Alessandro Gentilini, 18ª edizione, Zanichelli Editore,  pp. 449-452, ISBN 9788808399984.
12. ↑  Secondo Carlo Gessa ad esempio la supplenza del Presidente del Senato è da riferirsi «all'organo in senso oggettivo, all'ufficio presidenziale astrattamente inteso» piuttosto che alla persona del Presidente della Repubblica. Vedi Gessa, p. 58
13. 1 2  D'Orazio, p. 404.
14. ↑  Elia, p. 100.
15. 1 2   Angelo Greco, La Costituzione per tutti, Gribaudo,  p. 340, ISBN 9788858043042.
16. ↑  Elia, p. 54.
17. ↑  In merito all'assunzione della supplenza da parte di un vicepresidente del Senato, Ferruccio Pergolesi mantiene una posizione diversa rispetto agli altri sostenitori del carattere soggettivo della supplenza (Ricerca sulla supplenza del Presidente della Repubblica, pp. 21-22):
«è da ritenere si tratti di attribuzione di funzioni a titolo personale (sia pure determinata da una particolare qualifica) e non per oggettivo rapporto interorganico », e tuttavia sostiene che in mancanza del Presidente del Senato « dovrà assumere temporaneamente la Presidenza della Repubblica uno dei vicepresidenti del Senato, secondo l'ordine (interno) di precedenza...»
( Ferruccio Pergolesi, Diritto costituzionale, Padova, 1962,  pp. 377-378.)
18. ↑  Ricerca sulla supplenza del Presidente della Repubblica, p. 16.
19. ↑  Guarino, p. 1042.
20. ↑  Elia, p. 107.
21. ↑  Gessa, pp. 54-56.
22. ↑  Ricerca sulla supplenza del Presidente della Repubblica, p. 48.
23. ↑  Guarino fa notare come l'interpretazione in senso restrittivo dei poteri del supplente derivi anche dalle modalità di elezione del Presidente del Senato (mentre il Presidente della Repubblica, organo super partes, è eletto dal Parlamento integrato dei delegati regionali, il Presidente del Senato è appunto eletto dal solo Senato della Repubblica)
24. ↑  Guarino, p. 1045.
25. 1 2  Brocardi.it.
26. ↑  
«[...] si potrà accettare l'opinione che il Presidente del Senato in veste di supplente è da porsi sullo stesso piano del Gabinetto dimissionario o del Presidente della Repubblica e delle Camere durante i periodi di prorogatio (art. 61 e 85 Cost.) [...]»
(Guarino, p. 1041)
27. ↑   La costituzione italiana, su www.hubscuola.it. URL consultato il 6 aprile 2024.
28. ↑   Articolo 86 Costituzione: spiegazione e commento, su La Legge per Tutti. URL consultato il 6 aprile 2024.
29. ↑   Matteo Timiani, Lo scioglimento delle Camere nell'ordinamento costituzionale italiano (PDF), 2008.
30. ↑  Ricerca sulla supplenza del Presidente della Repubblica, pp. 48-53.
31. ↑   Il Presidente della Repubblica Supplente riceve in udienza On. Prof. Francesco COSSIGA, su Portale storico della Presidenza della Repubblica, 27 settembre 1980.
«Il Presidente della Repubblica Supplente riceve in udienza On. Prof. Francesco COSSIGA, Presidente del Consiglio dei ministri: per comunicare la decisione del Governo di rassegnare le dimissioni. Il Presidente della Repubblica Supplente ha preso atto di tale comunicazione riservando ogni decisione in merito al Capo dello Stato, On. Sandro Pertini, in visita di Stato all'estero.»Vedi anche l'allegato:  Programma della partenza del Presidente della Repubblica, in forma non ufficiale, per il viaggio nella Repubblica Popolare Cinese, (PDF), su archivio.quirinale.it,  p. 10.
32. 1 2 3  
«La prima fattispecie è quella che la dottrina definisce come « impedimento », la seconda è la « vacanza » nella quale sono ricompresi anche i casi di impedimento permanente.

Così BOZZI (op. cit., pag. 29) scinde le due situazioni (anche se poi afferma, come vedremo, che esse non si distinguono né per la disciplina unitaria che le regola, né per le conseguenze, né per i poteri del supplente):

« ... nella prima... la supplenza si opera sede plena..., nella seconda la supplenza si opera sede vacante ».

La maggiore attenzione della dottrina è rivolta alla individuazione delle caratteristiche dell'impedimento, nelle distinte categorie di impedimento permanente o impedimento temporaneo, alla problematica conseguente per il relativo accertamento, alla procedura della dichiarazione e ai poteri del supplente.»
(Ricerca sulla supplenza del Presidente della Repubblica, p. 24)
33. ↑   Francesco Furlan, Articolo 86, in F. Clementi, L. Cuocolo, F. Rosa e G.E. Vigevani (a cura di), La Costituzione italiana. Commento articolo per articolo, II, Bologna, Il Mulino, 2021,  p. 171, ISBN 8-8152-9222-5.
«L’impedimento temporaneo all’esercizio delle funzioni si configura in presenza di una situazione di inabilità fisica o psichica estranea alla volontà del titolare che diminuisca, per un periodo di tempo breve e in modo reversibile, la capacità lavorativa specifica del Capo dello Stato, inibendo l’ordinario espletamento del mandato: si pensi ad una malattia invalidante o ad un ricovero ospedaliero per sottoporsi ad intervento chirurgico in anestesia totale (altre ipotesi, come quella del sequestro, sembrano irrealistiche)»
34. 1 2  Ricerca sulla supplenza del Presidente della Repubblica, pp. 29-31, Il viaggio all'estero.
35. ↑  Guarino, p. 1043.
36. ↑  Bozzi, p. 24.
37. ↑   Guido Castelli, L’UNITA’ E I PRESIDENTI: 1964 – ANTONIO SEGNI – LE DIMISSIONI, su Fondazione Avvenire, 12 gennaio 2022. URL consultato il 28 novembre 2023.
«8 AGOSTO — Si discute vivacemente sulla sostituzione temporanea o permanente di Segni. Uomini politici e costituzionalisti in ferie ritornano precipitosamente a Roma. Le condizioni di Segni sono «stazionarie», non ci sono complicazioni. Si sa che la paralisi ha colto la parte destra colpendo movimenti e la parola [...]
11 AGOSTO — i medici, su richiesta del governo e dei presidenti delle Assemblee, stendono il bollettino ufficiale atteso già da tre giorni: Segni è «impedito» nello svolgimento delle sue funzioni. [...] Il Consiglio del ministri (inaugurando una procedura abbastanza arbitraria che è stata ripresa anche ieri) prende atto per primo del comunicato. Con procedura altrettanto improvvisata e ritenuta dai più arbitraria non le Camere ma il Presidente del Consiglio e i Presidenti delle Camere chiedono a Merzagora di assumere la carica di Capo dello Stato «supplente».»
38. ↑  Guarino.
39. ↑  Bozzi, p. 49.
40. ↑  Paolo Barile, Natura e accertamento degli impedimenti del Presidente della Repubblica, pp. 407-408
41. ↑  Bon Valsassina.
42. ↑   Il settennato di Giovanni Gronchi, su www.senato.it. URL consultato il 16 novembre 2023.
«Gronchi fu il primo presidente italiano a compiere viaggi all'estero [...]. Prima della visita [negli Stati Uniti], si pose per la prima volta la questione della supplenza presidenziale. Non volendo cedere neppur provvisoriamente i suoi poteri al presidente del Senato Merzagora, suo vecchio rivale, Gronchi nominò una commissione ad hoc che consegnò le proprie conclusioni molti mesi dopo.»
43. ↑  Ricerca sulla supplenza del Presidente della Repubblica, p. 29
«[...] Lo stesso BARILE invece (ibidem) esclude la possibilità della supplenza per il viaggio all'estero in forma ufficiale, definendo « perfettamente convincenti » gli argomenti addotti in tal senso dalla dottrina in occasione del viaggio del Presidente Gronchi in Nord America.»
44. ↑  Ricerca sulla supplenza del Presidente della Repubblica, p. 31
«Inseriscono il viaggio all'estero tra le cause di impedimento
e di supplenza, anche [...] MORTATI [...], il quale precisa che il viaggio non impedisce totalmente l'esercizio delle funzioni presidenziali, ma che volta per volta spetta al Capo dello Stato (e in caso di dissenso al Governo) valutare l'opportunità o meno di dar luogo alla supplenza.»
45. ↑   Il presidente della repubblica: eleggibilità ed elezione, su Altalex, 2 giugno 2023. URL consultato il 14 giugno 2024.
«La supplenza, secondo l’opinione più probabile, può essere anche parziale: è il caso verificatosi in occasione dei viaggi all’estero del Capo dello Stato [...]»
46. ↑  Bon Valsassina, p. 644.
47. ↑  Guarino, p. 1047.
48. ↑  Ricerca sulla supplenza del Presidente della Repubblica, pp. 25-27.
49. ↑   Napolitano, i precedenti di dimissione da Presidente della Repubblica, su rainews, 12 gennaio 2015. URL consultato il 3 dicembre 2023.
50. ↑   Palazzo Giustiniani, 'Mini-Quirinale' del Supplente - Speciali, su Agenzia ANSA, 14 gennaio 2015. URL consultato il 15 ottobre 2023.
51. ↑   www.ladigetto.it - Presidenziali Italiane. Chi sostituisce il Presidente della Repubblica, su www.ladigetto.it. URL consultato il 14 ottobre 2023.
52. ↑   Pdl n. 3555, III legislatura, d'iniziativa del deputato Cossiga, in materia di Norme sul mandato, sulle dimissioni e sulla supplenza del Presidente della Repubblica, su legislature.camera.it. URL consultato il 12 novembre 2023.
53. ↑   Pdl n. 1664, IV legislatura, d'iniziativa dei deputati Luzzatto ed altri, in materia di Norme di attuazione dell'articolo 86 della Costituzione (PDF), su legislature.camera.it.
«Una proposta di legge sulla materia fu presentata alla Camera dei deputati il 15 gennaio 1962 dall'onorevole Cossiga (atti parlamentari, III Legislatura, n. 3555); ma essa non fu neppure esaminata dalla Commissione a cui era stata assegnata in sede referente, e decadde con il termine della legislatura.»
54. ↑   Pdl n. 1664, IV legislatura, d'iniziativa dei deputati Luzzatto ed altri, in materia di Norme di attuazione dell'articolo 86 della Costituzione, su legislature.camera.it.
55. ↑   Il progetto di revisione della Parte seconda della Costituzione - Art. 69, su leg13.camera.it. URL consultato il 4 novembre 2023.
56. ↑   Ddl costituzionale n. 2613-D, d'iniziativa del Governo Renzi, in materia di "Disposizioni per il superamento del bicameralismo paritario, la riduzione del numero dei parlamentari, il contenimento dei costi di funzionamento delle istituzioni, la soppressione del CNEL e la revisione del titolo V della parte II della Costituzione", XVII Legislatura, su www.camera.it. URL consultato il 29 ottobre 2023.
57. ↑   Marco Cecili, Il Presidente del Senato nell’ordinamento post-riforma costituzionale. I poteri “esterni” e di nomina (DOCX), in Amministrazione In Cammino, 28 novembre 2016.
«La riforma costituzionale affida al Presidente della Camera il ruolo di Supplente del capo dello Stato, promuovendo tale organo al rango di seconda carica dello Stato»
58. ↑  A causa dello scandalo Lockheed
59. ↑   Rientro del Presidente della Repubblica dal viaggio in America Latina (Messico, Costa Rica, Colombia) e in Portogallo, su archivio.quirinale.it.
60. ↑   Pertini Ufficio stampa telescriventi, busta 161, serie U (Udienze), vol. 9, su archivio.quirinale.it.
61. 1 2 3   Segretariato generale della Presidenza della Repubblica - Archivio storico, Viaggi all'estero dei Presidenti della Repubblica Italiana e Visite in Italia di Capi di Stato esteri (1948-2006), a cura di Manuela Cacioli e Laura Curti, Roma, 2013.

### Annotazioni
1. ↑  L'istituto giuridico della supplenza è un istituto mutuato dal diritto amministrativo e applicato al diritto costituzionale:
«La dottrina amministrativa descrive la supplenza come la sostituzione temporanea nell'esercizio delle funzioni del titolare di un organo o di un ufficio in caso di impedimento, assenza o temporanea vacanza, da parte di un altro soggetto»
( Paolo Divizia, La supplenza di persone nel collegio sindacale ed il "principio di continuità dell'organo" applicato al diritto societario (PDF), in Rivista del notariato, LXIV, n. 4, Giuffrè Editore, 2010.)

Tuttavia già il costituzionalista Giuseppe Guarino sottolineava come il diritto costituzionale abbia regole proprie che lo distinguono dagli altri campi di studio del diritto:

«Per i rapporti tra diritto costituzionale e diritto amministrativo è da ripetere oggi quel che alcuni decenni fa si disse per i rapporti tra diritto amministrativo e diritto privato: la materia costituzionale ha esigenze proprie, diverse da quelle di ogni altro campo del diritto, dispone di un corpo di norme proprie, utilizza istituti speciali che non trovano riscontro in altri settori normativi.»
(Guarino, pp. 1040-1041)
2. ↑  Vedasi la sezione Presidente supplente della Repubblica Italiana#Le ipotesi di supplenza.
3. ↑  Era inizialmente previsto che le funzioni di supplente fossero devolute al « Presidente dell'Assemblea Nazionale », ossia del Parlamento in seduta comune. Il Presidente dell'Assemblea Nazionale, secondo l'art. 60 del progetto di Costituzione del 31 gennaio 1947, avrebbe dovuto essere, a rotazione, il presidente di una delle due Camere:
«La Presidenza dell'Assemblea Nazionale è assunta per la durata di un anno, alternativamente, dal Presidente della Camera dei Deputati e dal Presidente della Camera dei Senatori»
(Progetto di Costituzione della Repubblica Italiana in seno all'Assemblea Costituente, 31 gennaio 1947, art. 60 secondo comma)

La scelta di affidare al supplenza al Presidente del Senato risale invece alla seduta CCLXVIII del 22 ottobre 1947 dell'Assemblea Costituente.
4. ↑  De Gasperi infatti durante il suo primo mandato come presidente del Consiglio dei ministri (Governo De Gasperi I), esercitò le funzioni di Capo provvisorio dello Stato tra il 13 e il 28 giugno 1946, ai sensi dell'art. 2, quarto comma, del decreto legislativo luogotenenziale 16 marzo 1946, n. 98, pur non detenendo la carica di Capo dello Stato
5. ↑  Sul conseguente subentro di un Vicepresidente come facente funzioni nella guida dell'assemblea di Palazzo Madama, e più in generale sulla figura del vicario del presidente del Senato, vedi:  Giampiero Buonomo e Marco Consentino, Il Vicario del Presidente nelle Assemblee parlamentari, con particolare riferimento al Senato della Repubblica, in Il Parlamento, ottobre-dicembre 1999.
6. ↑  Gli impedimenti giuridici permanenti del Presidente della Repubblica possono essere ad esempio la decadenza dalla carica o la perdita di uno dei criteri di eleggibilità sanciti dalla Costituzione della Repubblica Italiana, articolo 84
7. ↑  Vedasi la sezione Presidente_supplente_della_Repubblica_Italiana#Presidenza_Mattarella.
8. ↑  Ai sensi della Costituzione della Repubblica Italiana, articolo 85.2, il Parlamento in seduta comune integrato dai delegati regionali è riunito 30 giorni prima della scadenza del termine del mandato del Presidente della Repubblica dal Presidente della Camera dei deputati. Può avvenire dunque che il nuovo Capo dello Stato venga eletto mentre è ancora legittimamente in carica il predecessore: in questo caso non è necessaria la supplenza del Presidente del Senato, e spesso si sono verificati casi di dimissioni di cortesia.
9. ↑  Vedasi la sezione Presidente_supplente_della_Repubblica_Italiana#Determinazione_dell'impedimento_e_caso_Segni
10. ↑  L'attuale testo costituzionale reca la disposizione in merito alla supplenza del Presidente della Repubblica all'articolo 86, ma al tempo della discussione in oggetto in seno all'Assemblea Costituente l'articolo era l'82. Vedi anche Progetto di Costituzione della Repubblica Italiana (PDF), su legislature.camera.it, 1947,  p. 20 del documento.

### Riferimenti normativi
1. 1 2  Costituzione della Repubblica Italiana, articolo 86
2. ↑  Costituzione della Repubblica Italiana, articolo 63
3. ↑  Costituzione della Repubblica Italiana, articolo 83
4. ↑  Costituzione della Repubblica Italiana, articolo 89
5. 1 2  Costituzione della Repubblica Italiana, articolo 134
6. ↑  Codice penale, articoli 276, 277 e 278 su  Codice penale, Libro II, Titolo I Dei delitti contro la personalità dello Stato, su altalex.com.
7. 1 2 3  Comunicato della Presidenza del Consiglio dei ministri sull'esercizio temporaneo di funzioni del Capo dello Stato da parte del Presidente del Senato, G.U. n. 195 del 10-08-1964
8. 1 2 3  G.U. Edizione straordinaria n. 302 del 06-12-1964
9. 1 2 3  Comunicato della Presidenza del Consiglio dei ministri sull'esercizio temporaneo di funzioni del Capo dello Stato da parte del Presidente del Senato, G.U. n. 227 del 9-09-1967
10. 1 2 3  Decreto del Presidente della Repubblica 15 settembre 1980, G.U. n. 254 del 16-09-1980
11. 1 2  Decreto del Presidente della Repubblica 15 settembre 1980, G.U. n. 254 del 16-09-1980
12. 1 2 3  G.U. n. 152 del 29-06-1985
13. 1 2  Decreto del presidente della Repubblica 6 ottobre 1988, n. 428
14. 1 2  Decreto del presidente della Repubblica 9 ottobre 1989, n. 336
15. 1 2  Decreto del presidente della Repubblica 8 gennaio 1992, n. 6
16. 1 2  Decreto del presidente della Repubblica 22 giugno 1995, n. 243
17. 1 2  Decreto del presidente della Repubblica 3 maggio 2000, n. 109
18. 1 2  Decreto del presidente della Repubblica 12 marzo 2008, n. 38
19. 1 2  G.U. Edizione straordinaria n. 166 del 15-06-1978
20. 1 2  G.U. n. 98 del 28-04-1992
21. 1 2  G.U. n. 112 del 15-05-1999
22. 1 2  G.U. n. 10 del 14-01-2015
23. ↑  Comunicato della Presidenza del Consiglio dei ministri sull'esercizio temporaneo di funzioni del Capo dello Stato da parte del Presidente del Senato, G.U. n. 227 del 9-09-1967
24. ↑  Decreto del presidente della Repubblica 13 luglio 1995, n. 278
25. ↑  Decreto del presidente della Repubblica 26 marzo 1996, n. 158
26. ↑  Decreto del presidente della Repubblica 18 giugno 1997, n. 167
27. ↑  Decreto del presidente della Repubblica 9 aprile 1998, n. 91
28. ↑  Decreto del presidente della Repubblica 5 giugno 1998, n. 177
29. ↑  Decreto del presidente della Repubblica 26 novembre 1998, n. 411
30. ↑  Decreto del presidente della Repubblica 8 marzo 2001, n. 43
31. ↑  Decreto del presidente della Repubblica 28 febbraio 2002, n. 19
32. ↑  Decreto del presidente della Repubblica 6 novembre 2003, n. 298
33. ↑  Decreto del presidente della Repubblica 2 dicembre 2004, n. 290
34. ↑  Decreto del presidente della Repubblica 8 febbraio 2005, n. 10
35. ↑  Decreto del presidente della Repubblica 9 settembre 2009, n. 130
36. ↑  Decreto del presidente della Repubblica 21 ottobre 2010, n. 171